# Данъчна оценка
Данъчна оценка се нарича оценката на имота, направена от данъчната администрация, съгласно „Закона за местни данъци и такси“, която оценка се използва за нуждите на държавната администрация. Върху нея се изчислява данък сгради и такса смет.
Данъчната оценка често се посочва за продажна цена на имота защото е по-ниска от реалната цена и така страните по сделката пестят от таксите по прехвърлянето. Когато между покупката и продажбата на имота не са минали пет години продавача дължи данък от 10 % (плосък данък)при положителната разлика. Държавата смята, че ако купите имот и го продадете за повече трябва да платите данък защото сте се обогатили ако не са изминали 5 години. Този закон почти всяка година се променя и трябва да се актуализира.